# Hajós
Hajós (en croata: Ajoš; en alemán: Hajosch) es una ciudad del condado de Bács-Kiskun, Hungría.

## Historia
El nombre de Hajós proviene de la palabra húngara "hajó", que significa barco. Es posible que en la Edad Media Hajós estuviera rodeado por una extensa área de agua. El Hajós medieval perdió gran parte de su población durante la conquista otomana. Los antepasados de los suabos del Danubio de Hajós llegaron en 1720 desde diferentes partes de Suabia, y eran de origen suabo, inmigrantes completamente católicos, que se asentaron allí y conservan hasta la actualidad su propio dialecto alemán suabo antiguo.

### Comunidad judía
La comunidad judía de Hajós, que en su apogeo en 1910 contaba con alrededor de 69 personas, fue destruida durante el Holocausto.
A finales de mayo de 1944, los judíos de todo el distrito de Kalocsa, incluidos los de Hajós, fueron deportados al gueto de Kalocsa. El 17 de mayo, fueron trasladados del gueto al campo de exterminio de Auschwitz.

## Turismo
Hay más de 1 200 lagares construidos con estructura de pueblo. Esta región ofrece el sabor del vino intenso que madura en la frescura de las bodegas. En la fiesta del vino del Día de San Urbano, decenas de miles de personas celebran a San Urbano, protector de los viticultores y vinicultores.